# Electroretard
Electroretard es un álbum de estudio de la banda estadounidense de sludge metal Melvins, lanzado en 2001 a través de la compañía discográfica Man's Ruin Records. Contiene un experimento de backmasking en la canción "Shit Storm", tres versiones y cuatro canciones previamente registradas pero con arreglos nuevos.

## Lista de canciones
| N.º | Título                   | Escritor(es)     | Duración |  |
| 1.  | «Shit Storm»             | Melvins          | 4:06     |  |
| 2.  | «Youth of America»       | Sage             | 9:16     |  |
| 3.  | «Gluey Porch Treatments» | Osborne          | 0:47     |  |
| 4.  | «Revolve»                | Deutrom, Osborne | 4:20     |  |
| 5.  | «Missing»                | Cows             | 4:09     |  |
| 6.  | «Lovely Butterflies»     | Melvins          | 6:02     |  |
| 7.  | «Tipping the Lion»       | Osborne          | 3:47     |  |
| 8.  | «Interstellar Overdrive» | Barrett          | 9:49     |  |

## Personal
- The Melvins
  - Buzz Osborne - voz, guitarra y RMS 2000.
  - Dale Crover - batería, guitarra, coros, órgano y RMS 2000.
  - Kevin Rutmanis - bajo, coros, bajo slide, arreglos de cuerda y RMS 2000.
  - Mark Deutrom - bajo en "Shit Storm", "Tipping the Lion" y "Interstellar Overdrive".
- Tim Green - ingeniero de sonido pistas 1-6.
- Michael Rozon - Mezcla pistas 1-6.
- Joe Barresi - ingeniero de sonido pistas 7-8, mezclas pistas 7-8.
- John Golden - masterización.
- Frank Kozik - diseño gráfico.